# 데이비드 케이
데이비드 호프(영어: David V. Hope, 1964년 10월 14일 ~ )는 데이비드 케이(David Kaye)라는 예명으로 알려진 캐나다의 성우이다. 비스트 워즈의 메가트론 전담 성우로 여러 트랜스포머 애니메이션과 게임에서 메가트론을 연기했다. 이외에는 일본 애니메이션 《이누야샤》의 셋쇼마루 역, 게임 라쳇 & 클랭크의 클랭크 역으로 알려져 있다.

## 성우 출연작 목록

### 미국 애니메이션
- 비스트 워즈 - 메가트론
- 어벤저스 어셈블 - 자비스, 지모 남작 부자
- 틴 타이탄스 고! - 슬레이드
- 판타스틱 포: 세계 최고의 영웅들 - 아이언맨
- 갤럭시 히어로즈: 라쳇 앤 클랭크
- 트랜스포머 프라임 - 하드쉘

### 영화
- 이터널스 - 아리샘

### 일본 애니메이션
- 란마 - 텐도 소운
- 이누야샤 - 셋쇼마루
- 트랜스포머 아르마다 - 메가트론, 갈바트론
- NANA - 오카자키 신이치

### 비디오 게임
- 라쳇 & 클랭크 - 클랭크
- 배트맨: 아캄 시티 - 제임스 고든
- 스파이더맨: 친구 아니면 적 - 일렉트로
- 스파이더맨: 깨어진 차원들 - 미스테리오